# حكمت هاشم
حكمت هاشم(1914م-1982م) سياسي سوري من دمشق. دكتور في الفلسفة وحقوقي، عضو المجمع العلمي العربي في دمشق.

## ولادته وتحصيله
حصل على شهادة البكالوريا الثانية عام 1930. والتحق بالجامعة السورية ونال منها شهادة مدرسة الآداب العليا عام 1933. في العام نفسه (1933) حصل على شهادة الحقوق، ثم أرسلته وزارة المعارف عام 1937 إلى جامعة السوربون في باريس، فحصل منها على الليسانس وتوسع في الدراسات العليا، كما حاز على دكتوراه دولة في الآداب عام 1946. حصل على شهادات في فقه اللغة، الأخلاق، علم الاجتماع، علم النفس، الفلسفة العامة، والمنطق.

## عمله ووظائفه
عمل معلماً في ريف دمشق ثم في مدارسها.وعمل مدرساً في المدرسة القومية للغات الشرقية الحية أثناء دراسته في باريسأثناء الحرب العالمية الثانية.عند عودته، عمل أستاذاً للفلسفة بكلية الآداب بدمشق، ثم عيّن مديراً للمعهد العالي للمعلمين عام 1949.شغل عدة مناصب هامة منها أستاذ في الجامعة السورية، ونائب عميد كلية التربية. انتخب عضواً في مجمع اللغة العربية بدمشق في الجلسة المنعقدة بتاريخ 7 كانون الأول 1953م خلفًا للشيخ محسن الأمين، وصدر مرسوم تعيينه بتاريخ 23 كانون الأول 1953م، وأقيمت حفلة استقباله في 25 آذار 1954م. انتمى إلى حزب البعث العربي الاشتراكي وشارك بعدة مؤتمرات ووفود في الخارج. تولى منصب رئيس جامعة دمشق بين عامي (1958-1962). سُرّح من عمله عام 1962 بسبب موقفه من الوحدة بين سوريا ومصر. درّس في جامعة الرباط بالمغرب لمدة أربع سنوات. رأس بعثات لليونسكو في الجزائر وليبيا حتى تقاعده عام 1976م.

## كتبه وآثاره
شارك في العديد من الندوات الفكرية وحاضر في جامعات عربية وغربية.نشر العديد من المقالات والبحوث في مجلات متنوعة.
مؤلفاته:
- المذاهب الفلسفية.
- المدخل إلى علم النفس الجماعي[5]
- المجتمع العربي
- نقد الغزالي لمذهب المشائين والأفلاطونيين المحدثين
- دروس القواعد المصورة (بالاشتراك)، مطبعة الترقي، دمشق، 1937م.
- ميزان العمل للغزالي (دراسة وترجمة للفرنسية)، باريس، 1945م.
- عرفان الذات ومركزية الأنا لبورجاد (ترجمة)، مجلة المعلم العربي، العدد 3، 1950م.
- المذاهب الفلسفية لكريسون (ترجمة)، مطبوعات الجامعة السورية، 1952م.
- المدخل إلى علم النفس الجماعي لبلوندل (ترجمة)، دار المعارف بمصر، 1953م.
- أبحاث في التربية المقارنة، مجموعة محاضرات، 1954 - 1955م.
- أبحاث في تاريخ التربية، مجموعة محاضرات، 1954 - 1955م.
- إعداد المربي لكوزنيه (ترجمة بالاشتراك)، مجلة المعلم العربي، العدد 7 و 8، 1956م.
- الفلسفة العامة، كتاب جامعي، مطبعة الداوودي، دمشق، 1982م.
- نقد مذهب المشائين والأفلاطونية الحديثة عند الغزالي (رسالته للدكتوراه، بالفرنسية).

المقالات:
نشر الدكتور حكمة هاشم عددًا من البحوث والمقالات في: مجلة المعلم العربي (12 مقالًا)، ومجلة الثقافة (4 مقالات)، ومجلة كلية التربية (مقالين)، ومجلة الأديب (مقالين)، ومجلة الشعلة (مقالين)، ومجلة العربي (مقالًا واحد)، ومجلة الثقافة العالمية بالكويت (8 رسائل)، وجريدة النقاد (8 مقالات).

## وفاته
استقر في باريس حتى وفاته يوم الثلاثاء في 8 رمضان 1402هـ الموافق 29 حزيران 1982م في باريس. وتقديرًا لجهوده واعترافًا بفضله سُمّي باسمه أحد شوارع دمشق وأحد مدرجات كلية التربية في جامعة دمشق.

## الملاحظات
شخصية سورية بارزة تركت بصمة واضحة في مجالات التربية والفلسفة واللغة.